# Удзига, Вайта
Вайта Удзига (氏賀Ｙ太 Удзига Вайта, родился 9 октября) — мангака, широко известный в некоторых сообществах своими шокирующими гуро-работами. На его сайте размещены многие из его работ, и на главной странице висит предупреждение о содержании сайта. Предложение удзи-га вайта переводится с японского как «личинки вырвались наружу», но при этом написание этой фразы отличается от написания его имени.

## Опубликованная манга
- Доку Доку Рё:ки Дзукан (毒どく猟奇図鑑) — 1999
- Нукаруми но нака (泥濘の中) — 2002; его единственная хентайная манга, не имеющая отношения к гуро
- Лицо смерти (デスフェイス) — 2002
- GAME OVER — 2003
- Секрет Маи-тян (Mai-chan’s_Secret)
- Повседневная жизнь Маи-тян (Mai-chan’s Daily Life) (まいちゃんの日常) — 2004
- Shin Gendai Ryoukiden — 2004; основан на убийстве Дзюнко Фуруты.
- Современные ужасы (真・現代猟奇伝) — 2004
- Вай Сики Кайтай синсо (Y式解体新書) — 2005
- 淫獄猟奇館 — 2006;

## Стиль
Вайта часто внедряет чёрный юмор в свои рассказы, так же, как автор Elfen lied использовал юмор, чтобы скомпенсировать крайнюю жестокость сериала.

## Ссылка
- Официальный сайт Вайты Удзиги  (яп.)